# Jean-Felix Moupegnou
Jean-Felix Moupegnou (Pointe-Noire, 17 ottobre 1982) è un cestista della Repubblica del Congo naturalizzato francese.